# Валоне Сан Пјетро (Л'Аквила)
Валоне Сан Пјетро (итал. Vallone San Pietro) је насеље у Италији у округу Л'Аквила, региону Абруцо.
Према процени из 2011. у насељу је живело 37 становника. Насеље се налази на надморској висини од 479 м.